# Sidi Mohamed Ould Bidjel
Sidi Mohamed Ould Bidjel (* 1. Januar 1982) ist ein ehemaliger mauretanischer Leichtathlet, der sich auf den Mittelstreckenlauf spezialisiert hatte.

## Biografie
Sidi Mohamed Ould Bidjel nahm bei den Olympischen Spielen 2000 in Sydney im 1500-Meter-Lauf teil, wo er mit einer Zeit von 4:03,74 min als Letzter aller Vorläufe ausschied. Bei der Eröffnungsfeier war er Fahnenträger der mauretanischen Mannschaft.